# Binnaz Uslu
Binnaz Uslu (née le 12 mars 1985 à Ankara) est une athlète turque, spécialiste du fond et du 3 000 mètres steeple.

## Biographie
Elle bat le record turc du 3 000 m steeple lors des séries de Daegu 2011 en 9 min 24 s 06, record qu'elle venait de battre pour remporter la médaille d'or lors de l'Universiade d'été 2011 à Shenzhen en 9 min 33 s 50, Universiade où elle avait remporté la médaille d'argent sur 800 m… en 2005.
Elle a été disqualifiée entre le 24 mars 2007 et le 23 mars 2009, avec suppression de tous ses résultats à compter du 13 mars 2007.
Sur 800 m, elle a participé aux championnats du monde à Helsinki en 2005, et l'année précédente aux Jeux à Athènes en 2004, l'année où elle avait été première en demi-finale lors des Championnats du monde junior à Grosseto. Sur 1 500 m, elle participe aux Championnats d'Europe à Barcelone. Sur 3 000 m, elle obtient une médaille d'argent lors des Championnats d'Europe juniors de Tampere en 2003. Sur 3 000 m steeple, elle participe aux Championnats d'Europe à Barcelone, sans résultat notable. En cross, elle avait remporté la médaille d'or à Heringsdorf lors des Championnats d'Europe de cross-country en 2004.